# St. Nikolaus (Altenschwand)

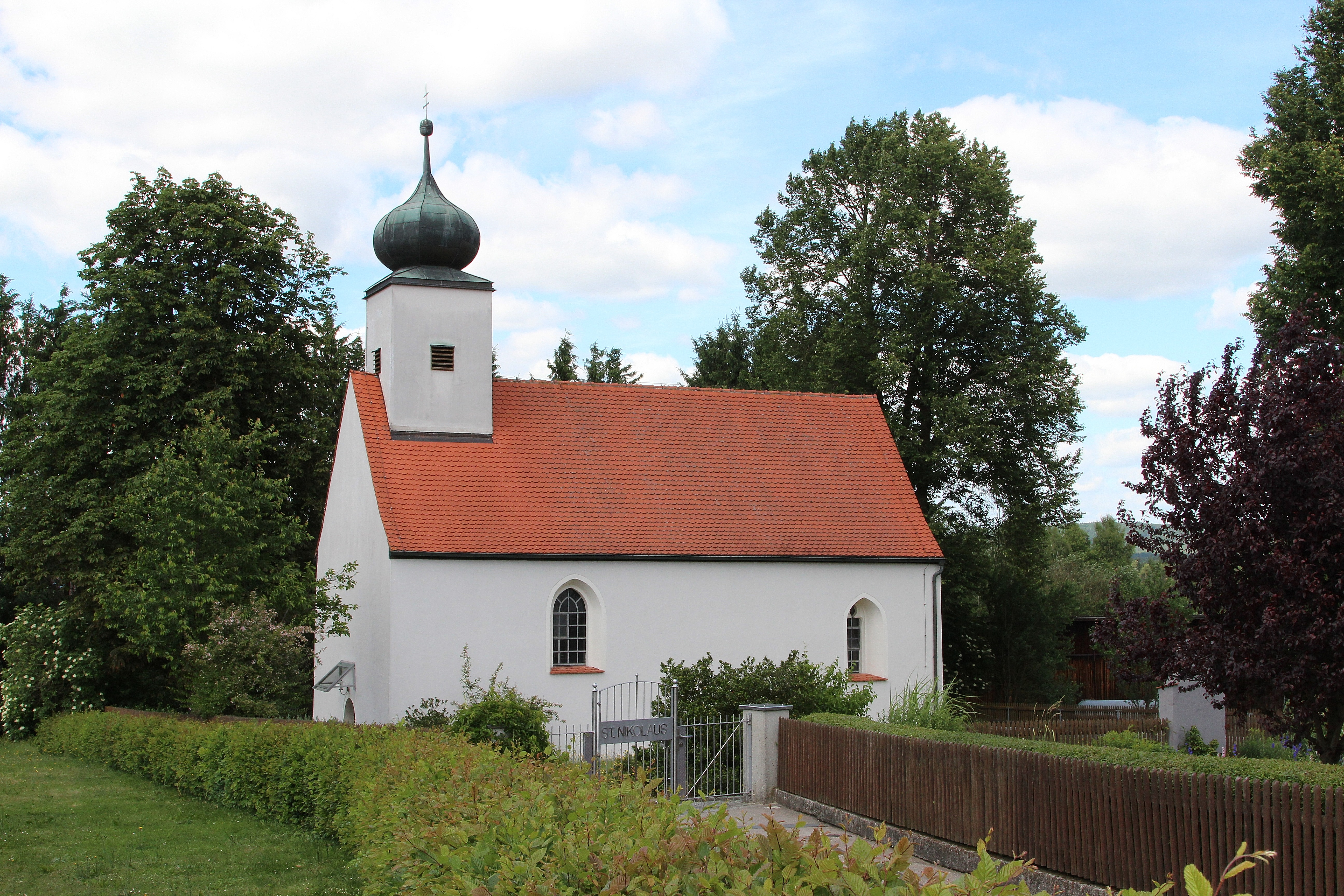
St. Nikolaus (Altenschwand)

Die römisch-katholische, denkmalgeschützte Filialkirche St. Nikolaus steht in Altenschwand, einem Ortsteil der Gemeinde Bodenwöhr im Landkreis Schwandorf im Regierungsbezirk Oberpfalz. Die Kirche gehört zum Bistum Regensburg. Das Bauwerk ist unter der Denkmalnummer D-3-76-116-13 als Baudenkmal in die Bayerische Denkmalliste eingetragen.

## Beschreibung
Die gotische Saalkirche besteht aus einem Langhaus mit einem gleich breiten, gerade geschlossenen Chor im Osten. Dem Satteldach des Langhauses wurde im 18. Jahrhundert im Westen ein quadratischer Dachreiter aufgesetzt, der den Glockenstuhl beherbergt und mit einer Zwiebelhaube bedeckt ist. Die zwei Joche des Chors sind mit einem Kreuzrippengewölbe überspannt, das durch einen Chorbogen getrennte Langhaus, in dem sich im Westen eine Empore befindet, mit einer hölzernen Flachdecke. Zur Kirchenausstattung gehört ein Altar aus dem 17. Jahrhundert.